# World Rugby Sevens Challenger Series Femenino 2022
El World Rugby Sevens Challenger Series Femenino 2022 fue la primera edición del torneo de selecciones nacionales femeninas de rugby 7.
El seleccionado de Japón, campeones del torneo, obtuvo el boleto para la Serie Mundial Femenina de Rugby 7 2022-23.
El torneo se disputó en el Estadio Santa Laura de la comuna de Independencia, Chile.

## Fase de grupos
|  | Avanzan a cuartos de final. |

### Grupo A
| Pos | Países    | Partidos | Partidos | Partidos | Tantos | Tantos | Tantos | Pts |
| Pos | Países    | G        | E        | P        | PF     | PC     | DP     | Pts |
| --- | --------- | -------- | -------- | -------- | ------ | ------ | ------ | --- |
| 1   | Kenia     | 3        | 0        | 0        | 63     | 25     | +38    | 9   |
| 2   | China     | 2        | 0        | 1        | 68     | 24     | +44    | 7   |
| 3   | Sudáfrica | 1        | 0        | 2        | 34     | 58     | -24    | 5   |
| 4   | Chile     | 0        | 0        | 3        | 15     | 73     | -58    | 3   |

| 12 de agosto | China | 15 - 17 | Kenia |  |  |

| 12 de agosto | Chile | 10 - 22 | Sudáfrica |  |  |

| 12 de agosto | China | 36 - 0 | Chile |  |  |

| 12 de agosto | Sudáfrica | 5 - 31 | Kenia |  |  |

| 13 de agosto | Chile | 5 - 15 | Kenia |  |  |

| 13 de agosto | Sudáfrica | 7 - 17 | China |  |  |

### Grupo B
| Pos | Países             | Partidos | Partidos | Partidos | Tantos | Tantos | Tantos | Pts |
| Pos | Países             | G        | E        | P        | PF     | PC     | DP     | Pts |
| --- | ------------------ | -------- | -------- | -------- | ------ | ------ | ------ | --- |
| 1   | Polonia            | 3        | 0        | 0        | 143    | 17     | +126   | 9   |
| 2   | Argentina          | 2        | 0        | 1        | 54     | 43     | +11    | 7   |
| 3   | Bélgica            | 1        | 0        | 2        | 63     | 51     | +12    | 5   |
| 4   | Papúa Nueva Guinea | 0        | 0        | 3        | 7      | 146    | -139   | 3   |

| 12 de agosto | Bélgica | 41 - 0 | Papúa Nueva Guinea |  |  |

| 12 de agosto | Polonia | 36 - 5 | Argentina |  |  |

| 12 de agosto | Bélgica | 10 - 15 | Argentina |  |  |

| 12 de agosto | Polonia | 71 - 0 | Papúa Nueva Guinea |  |  |

| 13 de agosto | Papúa Nueva Guinea | 7 - 34 | Argentina |  |  |

| 13 de agosto | Polonia | 36 - 12 | Bélgica |  |  |

### Grupo C
| Pos | Países     | Partidos | Partidos | Partidos | Tantos | Tantos | Tantos | Pts |
| Pos | Países     | G        | E        | P        | PF     | PC     | DP     | Pts |
| --- | ---------- | -------- | -------- | -------- | ------ | ------ | ------ | --- |
| 1   | Japón      | 3        | 0        | 0        | 91     | 22     | +69    | 9   |
| 2   | Kazajistán | 2        | 0        | 1        | 51     | 36     | +15    | 7   |
| 3   | Colombia   | 1        | 0        | 2        | 45     | 50     | -5     | 5   |
| 4   | México     | 0        | 0        | 3        | 17     | 96     | -79    | 3   |

| 12 de agosto | Kazajistán | 22 - 5 | Colombia |  |  |

| 12 de agosto | Japón | 44 - 5 | México |  |  |

| 12 de agosto | Kazajistán | 24 - 5 | México |  |  |

| 12 de agosto | Japón | 21 - 12 | Colombia |  |  |

| 13 de agosto | Colombia | 28 - 7 | México |  |  |

| 13 de agosto | Japón | 26 - 5 | Kazajistán |  |  |

## Fase final

### Definición 9° puesto
|  | Semifinal          | Semifinal          | Semifinal |       |           | 9° puesto          | 9° puesto          | 9° puesto  |  |
|  |                    |                    |           |       |           |                    |                    |            |  |
|  |                    |                    |           |       |           |                    |                    |            |  |
|  | Sudáfrica          | Sudáfrica          | 29        |       |           |                    |                    |            |  |
|  | Sudáfrica          | Sudáfrica          | 29        |       |           |                    |                    |            |  |
|  | Papúa Nueva Guinea | Papúa Nueva Guinea | 10        |       |           |                    |                    |            |  |
|  | Papúa Nueva Guinea | Papúa Nueva Guinea | 10        |       | Sudáfrica | Sudáfrica          | 29                 |            |  |
|  |                    |                    |           |       | Sudáfrica | Sudáfrica          | 29                 |            |  |
|  |                    |                    | Chile     | Chile | 10        |                    |                    |            |  |
|  | Chile              | Chile              | Chile     | Chile | 10        | 12                 |                    |            |  |
|  | Chile              | Chile              |           |       |           | 12                 |                    |            |  |
|  | México             | México             | 5         |       |           | 11° puesto         | 11° puesto         | 11° puesto |  |
|  | México             | México             | 5         |       |           | 11° puesto         | 11° puesto         | 11° puesto |  |
|  |                    |                    |           |       |           |                    |                    |            |  |
|  |                    |                    |           |       |           | Papúa Nueva Guinea | Papúa Nueva Guinea | 29         |  |
|  |                    |                    |           |       |           | Papúa Nueva Guinea | Papúa Nueva Guinea | 29         |  |
|  |                    |                    |           |       |           | México             | México             | 12         |  |
|  |                    |                    |           |       |           | México             | México             | 12         |  |
|  |                    |                    |           |       |           |                    |                    |            |  |

### Definición 5° puesto
|  | Semifinal  | Semifinal  | Semifinal |         |            | 5° puesto  | 5° puesto | 5° puesto |  |
|  |            |            |           |         |            |            |           |           |  |
|  |            |            |           |         |            |            |           |           |  |
|  | Kazajistán | Kazajistán | 12        |         |            |            |           |           |  |
|  | Kazajistán | Kazajistán | 12        |         |            |            |           |           |  |
|  | Colombia   | Colombia   | 10        |         |            |            |           |           |  |
|  | Colombia   | Colombia   | 10        |         | Kazajistán | Kazajistán | 17        |           |  |
|  |            |            |           |         | Kazajistán | Kazajistán | 17        |           |  |
|  |            |            | Bélgica   | Bélgica | 5          |            |           |           |  |
|  | Bélgica    | Bélgica    | Bélgica   | Bélgica | 5          | 12         |           |           |  |
|  | Bélgica    | Bélgica    |           |         |            | 12         |           |           |  |
|  | Argentina  | Argentina  | 10        |         |            | 7° puesto  | 7° puesto | 7° puesto |  |
|  | Argentina  | Argentina  | 10        |         |            | 7° puesto  | 7° puesto | 7° puesto |  |
|  |            |            |           |         |            |            |           |           |  |
|  |            |            |           |         |            | Colombia   | Colombia  | 12        |  |
|  |            |            |           |         |            | Colombia   | Colombia  | 12        |  |
|  |            |            |           |         |            | Argentina  | Argentina | 17        |  |
|  |            |            |           |         |            | Argentina  | Argentina | 17        |  |
|  |            |            |           |         |            |            |           |           |  |

### Copa de oro
|  | Cuartos de final | Cuartos de final | Cuartos de final |         |       | Semifinales | Semifinales | Semifinales |       |              | Copa         | Copa         | Copa |  |
|  |                  |                  |                  |         |       |             |             |             |       |              |              |              |      |  |
|  |                  |                  |                  |         |       |             |             |             |       |              |              |              |      |  |
|  | China            | China            | 21               |         |       |             |             |             |       |              |              |              |      |  |
|  | China            | China            | 21               |         |       |             |             |             |       |              |              |              |      |  |
|  | Kazajistán       | Kazajistán       | 7                |         |       |             |             |             |       |              |              |              |      |  |
|  | Kazajistán       | Kazajistán       | 7                |         | China | China       | 15          |             |       |              |              |              |      |  |
|  |                  |                  |                  |         | China | China       | 15          |             |       |              |              |              |      |  |
|  |                  |                  | Polonia          | Polonia | 22    |             |             |             |       |              |              |              |      |  |
|  | Polonia          | Polonia          | Polonia          | Polonia | 22    | 36          |             |             |       |              |              |              |      |  |
|  | Polonia          | Polonia          |                  |         |       |             |             |             |       |              |              |              |      |  |
|  | Colombia         | Colombia         | 0                |         |       |             |             |             |       |              |              |              |      |  |
|  | Colombia         | Colombia         | 0                |         |       |             |             |             |       | Polonia      | Polonia      | 0            |      |  |
|  |                  |                  |                  |         |       |             |             |             |       | Polonia      | Polonia      | 0            |      |  |
|  |                  |                  | Japón            | Japón   | 17    |             |             |             |       |              |              |              |      |  |
|  | Japón            | Japón            | Japón            | Japón   | 17    | 31          |             |             |       |              |              |              |      |  |
|  | Japón            | Japón            |                  |         |       |             |             |             |       |              |              |              |      |  |
|  | Bélgica          | Bélgica          | 0                |         |       |             |             |             |       |              |              |              |      |  |
|  | Bélgica          | Bélgica          | 0                |         | Japón | Japón       | 22          |             |       | Tercer lugar | Tercer lugar | Tercer lugar |      |  |
|  |                  |                  |                  |         | Japón | Japón       | 22          |             |       | Tercer lugar | Tercer lugar | Tercer lugar |      |  |
|  |                  |                  | Kenia            | Kenia   | 15    |             |             |             |       |              |              |              |      |  |
|  | Kenia            | Kenia            | Kenia            | Kenia   | 15    | 24          |             |             | China | China        | 31           |              |      |  |
|  | Kenia            | Kenia            |                  |         |       |             |             |             | China | China        | 31           |              |      |  |
|  | Argentina        | Argentina        | 7                |         |       |             |             |             |       |              | Kenia        | Kenia        | 5    |  |
|  | Argentina        | Argentina        | 7                |         |       |             |             |             |       |              | Kenia        | Kenia        | 5    |  |
|  |                  |                  |                  |         |       |             |             |             |       |              |              |              |      |  |

| Bandera de Japón |
| Campeón Japón    |
| Primer título    |